# Rotscheitelreiher
Der Rotscheitelreiher (Gorsachius goisagi) ist eine Art aus der Familie der Reiher. Der überwiegend rotbraun gefärbte Vogel kommt ausschließlich in Ostasien vor und gilt als eine der seltenen Reiherarten. Er ist ein ausgeprägter Zugvogel. Da der Bestand möglicherweise nur noch 1.000 Individuen umfasst, wird der Rotscheitelreiher als bedrohte Art eingestuft.

## Erscheinungsbild
Der Rotscheitelreiher erreicht eine Körpergröße von 49 Zentimetern. Der Kopf ist kastanienbraun mit einem kurzen ebenfalls kastanienfarbenen Federschopf. Der Schnabel ist verhältnismäßig kurz und für einen Reiher relativ breit. Der Oberschnabel ist dunkelbraun. Der Unterschnabel ist gelb. Die Iris sind gelb. Die Halsseiten sind gelbbraun, die Körperoberseite ist blass kastanienbraun gefärbt. Davon abgesetzt sind die dunkleren Flügel mit den schwärzlichen Handschwingen, die eine breite rotbraune Spitze haben. Die Körperunterseite ist braun mit einer dunkleren Längsstreifung. Die Flanken sind etwas gefleckt. Die Beine sind schwarzgrün.

## Verbreitungsgebiet und Lebensraum
Der Rotscheitelreiher ist als Brutvogel auf Japan beschränkt. Während des Winterhalbjahrs kommt er auch in Südchina, auf einigen indonesischen Inseln sowie auf den Philippinen vor. Der Zug in die Überwinterungsgebiete beginnt Ende Oktober. In die Brutareale kehren die Vögel im Zeitraum März bis Mai zurück. 
Der Rotscheitelreiher ist eine nachtaktive, an Wald gebundene Art. Er kommt ausschließlich an Flüssen und Sümpfen vor, deren Ränder dicht bewaldet sind. Diese Lebensräume sind mittlerweile in Japan sehr selten geworden; entsprechend ist der Reiher während der 1980er und 1990er Jahre aus vielen seiner traditionellen Brutareale verschwunden. Während der Überwinterungsphase scheint er ähnliche Lebensraumansprüche zu besitzen.

## Lebensweise
Das Nahrungsspektrum des Rotscheitelreiher umfasst überwiegend Krebse und andere Krustentiere. Hinzu kommen Insekten, Regenwürmer und kleine Fische. Seine Brutzeit fällt in den Zeitraum Mai bis Juli. Das Nest wird in hohen Bäumen errichtet. Er ist kein Koloniebrüter: Selbst bei geeigneten Lebensraumbedingungen stehen die Nester mindestens 250 Meter auseinander. Die Brutbiologie ist weitgehend unerforscht. Ein Gelege umfasst drei bis vier Eier. Die Brutzeit beträgt 17 bis 20 Tage und die Jungvögel scheinen mit 35 bis 37 Tagen flügge zu sein.

## Belege

### Einzelbelege
1. ↑   Kushlan et al., S. 282
2. ↑   Kushlan et al., S. 280